# Mileewa pallida
Mileewa pallida är en insektsart som beskrevs av Evans 1955. Mileewa pallida ingår i släktet Mileewa och familjen dvärgstritar.

## Underarter
Arten delas in i följande underarter:
- M. p. anubis
- M. p. bicornis